# Tour du Colorado
Le Tour du Colorado, (en anglais USA Pro Cycling Challenge ou Quiznos Pro Challenge du nom du sponsor), est une course cycliste américaine qui se déroule sur une semaine entre 2011 et 2015.

## Histoire
La marque Tour of Colorado a été déposée en 2005 par la société Sand Creek Sports, qui a l'intention de créer une course par étapes sous ce nom. Elle n'y parvient cependant pas. En 2008, 2009 et 2010, le nom de Tour of Colorado est donné à une série de courses de l'État du Colorado préexistantes à la marque. 
La course intègre le calendrier de l'UCI America Tour en 2011. Pour sa première édition, l'Union cycliste internationale lui attribue la classe 2.1 avant de faire évoluer la course en 2.HC dès l'année suivante. Le Tour du Colorado devient ainsi la seconde plus grande course américaine derrière le Tour de Californie. Pour sa première édition en 2011 il réunit le podium complet du dernier Tour de France : Cadel Evans, Andy Schleck et Fränk Schleck ainsi que certains coureurs du top 10 comme Ivan Basso ou Tom Danielson. À l'arrivée, Levi Leipheimer s'impose suivi de Christian Vande Velde et de Tejay van Garderen.
Pour la deuxième édition, l'épreuve propose un parcours un peu plus long et musclé. Le plateau au départ est toujours particulièrement relevé et c'est finalement les trois mêmes coureurs du podium de la première édition qui se disputent de nouveau la victoire, mais dans un ordre différent, Christian Vande Velde et Tejay van Garderen, arrivant cette fois devant Levi Leipheimer dans le même ordre.
En 2015, une course féminine de trois jours est organisée en parallèle de la course masculine. Faute de sponsors, l'édition 2016 est annulée et la course n'est plus organisée depuis.

## Palmarès

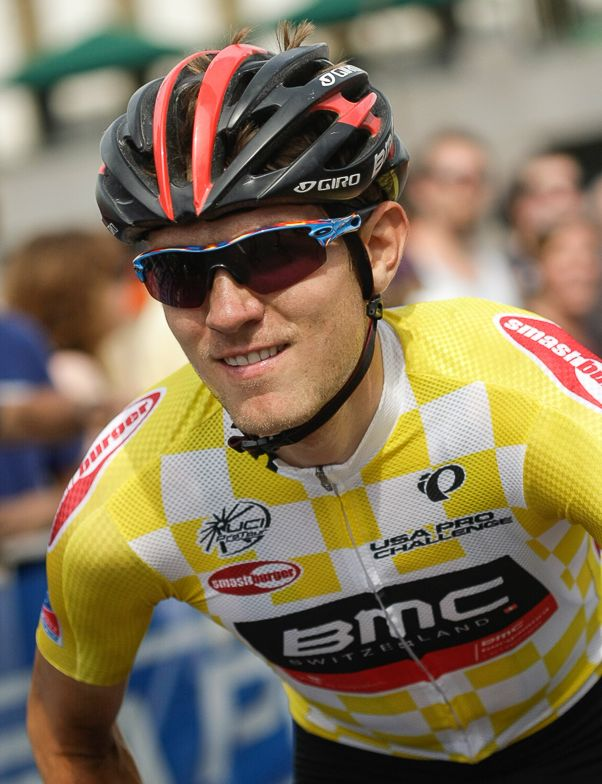
Tejay van Garderen lors de sa victoire en 2013.

| Année | Vainqueur             | Deuxième              | Troisième          |
| ----- | --------------------- | --------------------- | ------------------ |
| 2011  | Levi Leipheimer       | Christian Vande Velde | Tejay van Garderen |
| 2012  | Christian Vande Velde | Tejay van Garderen    | Levi Leipheimer    |
| 2013  | Tejay van Garderen    | Mathias Frank         | Thomas Danielson   |
| 2014  | Tejay van Garderen    | Thomas Danielson      | Serghei Tvetcov    |
| 2015  | Rohan Dennis          | Brent Bookwalter      | Rob Britton        |

## Victoires par pays
| Victoires | Pays       |
| --------- | ---------- |
| 4         | États-Unis |
| 1         | Australie  |